# Vaðhorn, Färöarna
Vaðhorn är ett berg i Färöarna (Kungariket Danmark).   Det ligger i sýslan Eysturoya sýsla, i den norra delen av landet, 30 km norr om huvudstaden Tórshavn. Toppen på Vaðhorn är 727 meter över havet. Vaðhorn ligger på ön Eysturoy.
Terrängen runt Vaðhorn är huvudsakligen kuperad. Runt Vaðhorn är det ganska glesbefolkat, med 36 invånare per kvadratkilometer. Närmaste större samhälle är Fuglafjørður, 10,8 km öster om Vaðhorn. Trakten runt Vaðhorn består i huvudsak av gräsmarker.